# Sara Mazkiaran
Sara Mazkiaran Zelaia, més coneguda com a Sara Mazkiaran, (Altsasu, Navarra, 1970) és una ajudant de direcció, directora i productora de cinema navarresa. Directora del curtmetratge —amb guió del poeta Leopoldo María Panero— Hyde & Jekyll. Va estudiar cinema a l'"Institut de Cine" de Madrid i al "Centre d'Imatge i Noves Tecnologies" de Vitòria on realitzà els seus primers curtmetratges. És germana de la productora i guionista Yolanda Mazkiaran.

## Filmografia
A continuació es presenta la seva filmografia com a directora, productora i/o ajudant o auxiliar de direcció:
- 2013 El espía de las mil caras (Ajudant de direcció)
- 2013 Combustión (Ajudant de direcció)[9]
- 2012 Invasor (Ajudant de direcció)
- 2010 La recolectora de lágrimas, també anomenada La recolectora, (Directora)[10][11][12]
- 2010 Lope (Ajudant de direcció)
- 2010 Room in Rome (Ajudant de direcció)
- 2009 Rabia (Ajudant de direcció)
- 2007 Las trece rosas (Ajudant de direcció)
- 2006 Caótica Ana (Ajudant de direcció)
- 2005 Ausentes (Ajudant de direcció)
- 2004 La llorona (Directora/Productora)[13][14]
- 2004 El asombroso mundo de Borjamari y Pocholo (Ajudant de direcció)
- 2004 El año de la garrapata (Ajudant de direcció)
- 2003 La flaqueza del bolchevique (Ajudant de direcció)
- 2003 La gran aventura de Mortadelo y Filemón (Ajudant de direcció)
- 2002 Guerreros (Ajudant de direcció/Directora de càsting)
- 2000 Hyde & Jekyll (Directora/Productora)[6][5]
- 2000 Mi dulce (Ajudant de direcció)
- 2000 La comunidad (Auxiliar de Direcció)
- 2000 Asfalto (Ajudant de direcció)
- 1998 Sí, quiero... (Auxiliar de Direcció)
- 1998 Un buen novio (Auxiliar de Direcció)
- 1998 9'8m/s2 (Ajudant de direcció)
- 1998 El viento africano (Ajudant de direcció)
- 1997 Txotx (Ajudant de direcció)
- 1997 El magnolio (Ajudant de direcció)
- 1997 A ciegas (Auxiliar de Direcció)
- 1996 Pasajes (Auxiliar de Direcció)
- 1996 Tierra (Auxiliar de Direcció)
- 1996 Nocturno (Ajudant de direcció)
- 1996 La fabulosa historia de Diego Marín (Auxiliar de Direcció)
- 1996 Muerto de amor (Auxiliar de Direcció)
- 1996 La noche (Ajudant de direcció)
- 1996 El tren de las ocho (Ajudant de direcció)
- 1995 Adiós Toby, adiós (Auxiliar de Direcció)
- 1995 Salto al vacío (Auxiliar de Direcció/Directora de càsting)
- 1994 Alsasua 1936 (Auxiliar de Direcció)
- 1994 La leyenda de un hombre malo (Auxiliar de Direcció)